# Polizeisportverein Stuttgart
Der Polizeisportverein Stuttgart e. V. (PSV Stuttgart) ist ein Sportverein aus Stuttgart mit verschiedenen Abteilungen. Die Herrenmannschaft im Tischtennis gehörte in den 1960er Jahren zu den besten Teams in Deutschland und machte auch international auf sich aufmerksam.
Der Verein wurde am 4. Mai 1929 auf Initiative von Polizeibeamten gegründet. Daher obliegt bis heute der Leitung des Stuttgarter Polizeipräsidiums die Schirmherrschaft.

## Tischtennis
Die Tischtennisabteilung bildete sich in den Jahren 1930 bis 1933 auf Initiative von Erwin Rehm. Rolf Kammer, Franz Kramer und Erwin Zeller sorgten bis zum Zweiten Weltkrieg für die Weiterentwicklung. Die Neugründung nach dem Krieg betrieben Otto Kämpf, Gerhard Meinel und Sepp Bosler.
Vor allem Erwin Lutz, seit 1950 Abteilungsleiter, trieb die Entwicklung im Tischtennis voran. Er konzentrierte sich auf die Jugendarbeit, was dazu führte, dass die Jugendmannschaft fünfmal in Folge württembergischer Meister wurde. Diese Jugendspieler bildeten in den 1960er Jahren den Grundstock der Herrenmannschaft. 1961 und 1962 wurde diese württembergischer Meister. In der deutschen Pokalmeisterschaft kam sie 1962 auf Platz drei, 1963 wurde sie in der Besetzung Elmar Stegmann, Walter Fuchs und Bernd Kurz deutscher Pokalsieger. 1964 startete der Verein im erstmals ausgetragenen Europäischen Messestädte-Pokal (heute ETTU Cup). Trotz des Weggangs von Elmar Stegmann kam das Team Manfred Fuchs, Walter Fuchs und Walter Wörle hier auf Platz zwei hinter dem Lokalrivalen DJK Sportbund Stuttgart. 1969 stieg der PSV Stuttgart aus der Oberliga Süd, der zweithöchsten deutschen Spielklasse, ab.
Danach tauchte der PSV Stuttgart nicht mehr in höherklassigen Siegerlisten auf.